# Gustavo (còmic)

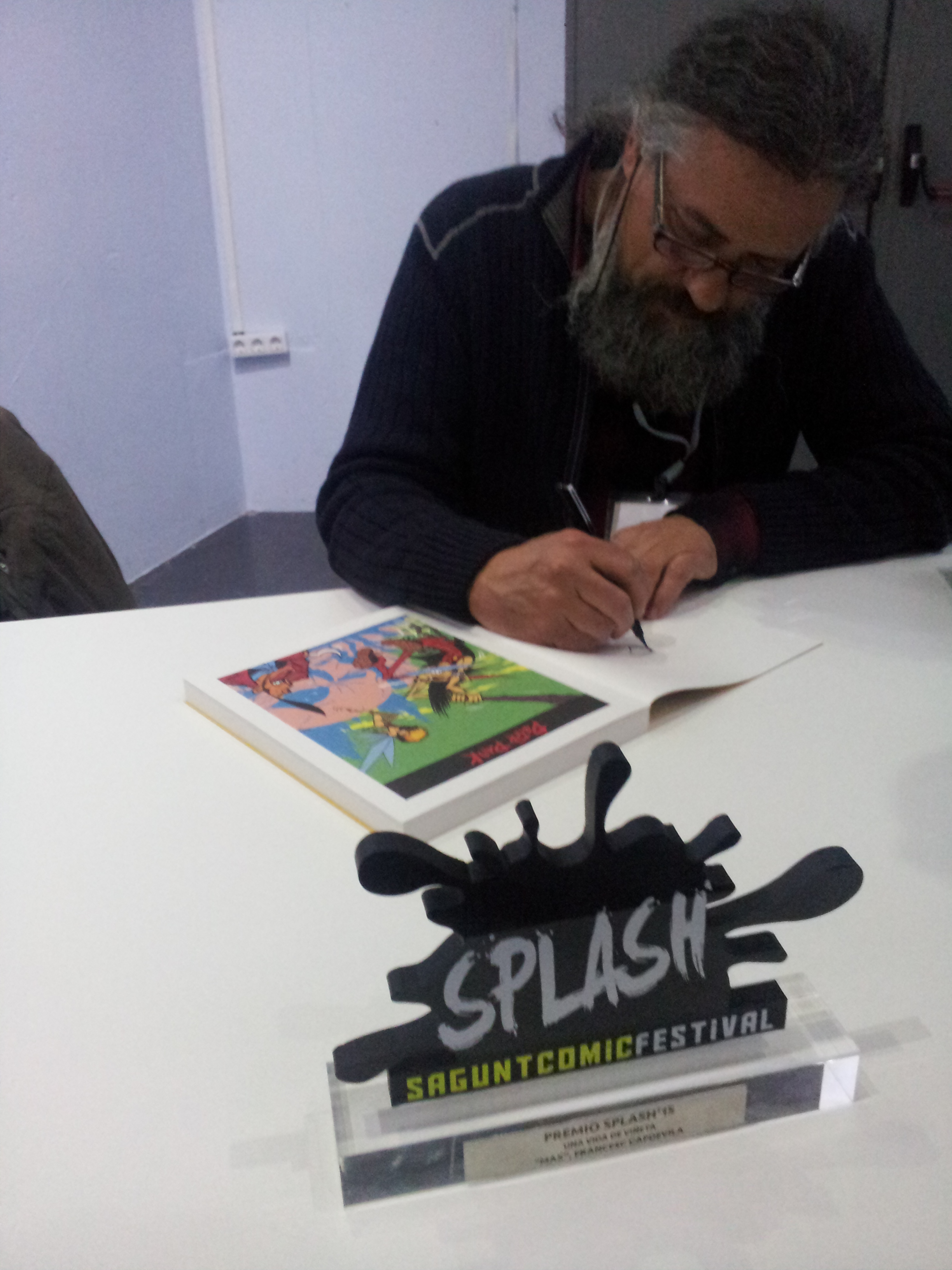
L'autor, Francesc Capdevila, signant exemplars a Sagunt (2015).

Gustavo és una personatge de còmic creat per Max en 1977 que, arran de la seva sèrie en "El Víbora", es va convertir en una de les figures més reeixides de la denominada "línia xunga" juntament amb el Makoki de Gallardo i Mediavilla.

## Trajectòria editorial
La primera aparició de Gustavo va tenir lloc en "Muérdago", el fanzine que Max i Pere Joan van editar en 1977.
Dos anys més tard, Max el va recuperar per a "El Víbora", on va publicar les historietes Gustavo contra la acctividad del radio (núm. 1 a 11, 1979-1980) i El Comecocometrón.
En el 2010, Edicions La Cúpula va publicar un integral sobre el personatge.

## Estil
Durant el desenvolupament de Gustavo, Max va evolucionar des de la influència de Crumb a la d'Hergé o Opisso.